# Liste der Monuments historiques in Wingersheim les Quatre Bans
Die Liste der Monuments historiques in Wingersheim les Quatre Bans führt die Monuments historiques in der französischen Gemeinde Wingersheim les Quatre Bans auf.

## Liste der Bauwerke
| Bezeichnung                 | Beschreibung                                                               | Standort                                       | Kennzeichnung | Schutzstatus | Datum | Bild           |
| --------------------------- | -------------------------------------------------------------------------- | ---------------------------------------------- | ------------- | ------------ | ----- | -------------- |
| Kirche St-Pierre-et-St-Paul | Wallfahrtskirche, im dritten Viertel des 12. Jahrhunderts erbaut           | Hohatzenheim, Rue de l’Église (Lage)           | PA00084751    | Classé       | 1898  | weitere Bilder |
| Château de Mittelhausen     | Ruine einer Burg des 15. Jahrhunderts                                      | Mittelhausen, 9 rue du Château (Lage)          | PA00084791    | Inscrit      | 1984  | weitere Bilder |
| Kirche St-Nicolas           | ehemaliger Curm aus dem 13. oder 14. Jahrhundert, Schiff und Chor von 1768 | Wingersheim, Place du Général de Gaulle (Lage) | PA00085242    | Inscrit      | 1984  | weitere Bilder |

## Liste der Objekte
| Bezeichnung       | Beschreibung | Standort                                                | Kennzeichnung | Schutzstatus | Datum | Bild           |
| ----------------- | --- | ------------------------------------------------------- | ------------- | ------------ | ----- | -------------- |
| Pietà             | Holz, farbig gefasst und vergoldet, Anfang des 16. Jahrhunderts                                                                                     | Hohatzenheim, in der Kirche St-Pierre-et-St-Paul (Lage) | PM67000788    | Classé       | 1997  | weitere Bilder |
| Wandverkleidung   | einschließlich zweier Bischofsskulpturen; Holz, teilweise farbig gefasst, zweite Hälfte des 18. Jahrhunderts                                        | Wingersheim, in der Kirche St-Nicolas (Lage)            | PM67000677    | Classé       | 1971  |                |
| Zwei Seitenaltäre | jeweils Altartisch, Retabel, Gemälde und Skulptur; Holz, farbig gefasst und vergoldet, und Ölfarbe auf Leinwand, zweite Hälfte des 18. Jahrhunderts | Wingersheim, in der Kirche St-Nicolas (Lage)            | PM67000675    | Classé       | 1971  | weitere Bilder |
| Hauptaltar        | Altartisch, Tabernakel, Expositionsnische, Retabel und sechs Leuchter; Holz, farbig gefasst und vergoldet, zweite Hälfte des 18. Jahrhunderts       | Wingersheim, in der Kirche St-Nicolas (Lage)            | PM67000452    | Classé       | 1971  | weitere Bilder |
| Kanzel            | Holz, farbig gefasst und vergoldet, zweite Hälfte des 18. Jahrhunderts                                                                              | Wingersheim, in der Kirche St-Nicolas (Lage)            | PM67000676    | Classé       | 1971  | weitere Bilder |